# An Se-hyeon
An Se-hyeon (ur. 14 października 1995 w Ulsan) – południowokoreańska pływaczka specjalizująca się w stylu motylkowym.

## Kariera
W 2015 roku na mistrzostwach świata w Kazaniu w eliminacjach 100 m stylem motylkowym ustanowiła nowy rekord swojego kraju (58,24) i zakwalifikowała się do półfinału, w którym zajęła 13. miejsce z czasem 58,44 s. Na dystansie dwukrotnie krótszym uzyskała wynik 26,90 s i uplasowała się na 26. pozycji ex aequo z Izraelką Amit Iwri i Australijką Brianną Throssell.
Rok później, podczas igrzysk olimpijskich w Rio de Janeiro w konkurencji 100 m stylem motylkowym z czasem 57,95 była dziesiąta, a po dyskwalifikacji Chinki Chen Xinyi awansowała na dziewiąte miejsce. Na dystansie 200 m stylem motylkowym zajęła 13. pozycję, uzyskawszy wynik 2:08,69 min
Na mistrzostwach świata w Budapeszcie w 2017 roku na 200 m stylem motylkowym uplasowała się na czwartym miejscu i z czasem 2:06,67 min poprawiła rekord Korei. W konkurencji 100 m stylem motylkowym była piąta i również ustanowiła rekord swojego kraju (57,07).